# Arrows A21
Arrows A21 – samochód Formuły 1, zaprojektowany przez Mike'a Coughlana i Eghbala Hamidy'ego dla zespołu Arrows na sezon 2000. Kierowcami zespołu byli Pedro de la Rosa oraz Jos Verstappen. Głównym sponsorem była firma telekomunikacyjna Orange, przez co samochód był pomalowany na czarno i pomarańczowo.
W porównaniu do modelu A20, A21 był bardzo udaną, choć zawodną konstrukcją. De la Rosa miał szansę na podium w Grand Prix Austrii i Niemiec, Verstappen również miał wiele udanych wyścigów. Szybki był również silnik Supertec – w Grand Prix Włoch Verstappen uzyskał największą prędkość ze wszystkich kierowców. Uzyskał także w tym wyścigu najlepszy wynik dla zespołu w sezonie – czwarte miejsce.
Ostatecznie zespół uzyskał siedem punktów i sezon zakończył na siódmym miejscu w klasyfikacji konstruktorów.

## Wyniki
| Legenda oznaczeń w tabelach wyników Wyświetl szablon na nowej stronie | Legenda oznaczeń w tabelach wyników Wyświetl szablon na nowej stronie                                                                     |
| Oznaczenie                                                            | Wyjaśnienie |
| --------------------------------------------------------------------- | --- |
| Złoty                                                                 | Zwycięzca lub mistrzostwo |
| Srebrny                                                               | 2. miejsce lub wicemistrzostwo |
| Brązowy                                                               | 3. miejsce lub II wicemistrzostwo |
| Zielony                                                               | Ukończył, punktował (w klasyfikacji generalnej, gdy zdobył co najmniej jeden punkt na przestrzeni sezonu, poza trzema powyższymi opcjami) |
| Niebieski                                                             | Ukończył, nie punktował (w klasyfikacji generalnej, gdy nie zdobył co najmniej jednego punktu na przestrzeni sezonu)                      |
| Czerwony                                                              | Nie zakwalifikował się (NZ) |
| Czerwony                                                              | Nie prekwalifikował się (NPK) |
| Różowy                                                                | Nie ukończył (NU) |
| Różowy                                                                | Niesklasyfikowany (NS) (w klasyfikacji generalnej, gdy nie został sklasyfikowany w żadnym wyścigu sezonu)                                 |
| Czarny                                                                | Zdyskwalifikowany (DK) |
| Czarny                                                                | Wykluczony (WYK/EX) |
| Biały                                                                 | Nie wystartował (NW) |
| Biały                                                                 | Kontuzjowany (K/INJ) |
| Biały                                                                 | Wyścig odwołany (OD/C) |
| Bez koloru                                                            | Został wycofany (WYC/WD) |
| Bez koloru                                                            | Nie przybył (NP/DNA) |
| Bez koloru                                                            | Nie brał udziału w treningach (NT/DNP) |
| Bez koloru                                                            | Nie został zgłoszony (–) |
| Pogrubienie                                                           | Start z pole position |
| Kursywa                                                               | Najszybsze okrążenie wyścigu |
| †                                                                     | Nie ukończył, ale jego rezultat został zaliczony ze względu na przejechanie więcej niż 90% dystansu wyścigu.                              |
| *                                                                     | Sezon w trakcie |
| 1/2/3                                                                 | Punktowana pozycja w sprincie kwalifikacyjnym                                                                                             |
| Lista systemów punktacji Formuły 1                                    | |

| Sezon | Zespół | Silnik   | Opony | Kierowcy         | Wyniki w poszczególnych eliminacjach | Wyniki w poszczególnych eliminacjach | Wyniki w poszczególnych eliminacjach | Wyniki w poszczególnych eliminacjach | Wyniki w poszczególnych eliminacjach | Wyniki w poszczególnych eliminacjach | Wyniki w poszczególnych eliminacjach | Wyniki w poszczególnych eliminacjach | Wyniki w poszczególnych eliminacjach | Wyniki w poszczególnych eliminacjach | Wyniki w poszczególnych eliminacjach | Wyniki w poszczególnych eliminacjach | Wyniki w poszczególnych eliminacjach | Wyniki w poszczególnych eliminacjach | Wyniki w poszczególnych eliminacjach | Wyniki w poszczególnych eliminacjach | Wyniki w poszczególnych eliminacjach | Pkt. | Msc. |
| ----- | ------ | -------- | ----- | ---------------- | ------------------------------------ | ------------------------------------ | ------------------------------------ | ------------------------------------ | ------------------------------------ | ------------------------------------ | ------------------------------------ | ------------------------------------ | ------------------------------------ | ------------------------------------ | ------------------------------------ | ------------------------------------ | ------------------------------------ | ------------------------------------ | ------------------------------------ | ------------------------------------ | ------------------------------------ | ---- | ---- |
| 2000  | Arrows | Supertec | B     |                  | AUS                                  | BRA                                  | SMR                                  | GBR                                  | ESP                                  | EUR                                  | MCO                                  | CND                                  | FRA                                  | AUT                                  | DEU                                  | HUN                                  | BEL                                  | ITA                                  | USA                                  | JPN                                  | MAL                                  | 7    | 7    |
| 2000  | Arrows | Supertec | B     | Pedro de la Rosa | NU                                   | 8                                    | NU                                   | NU                                   | NU                                   | 6                                    | NW                                   | NU                                   | NU                                   | NU                                   | 6                                    | 16                                   | 16                                   | NU                                   | NU                                   | 12                                   | NU                                   | 7    | 7    |
| 2000  | Arrows | Supertec | B     | Jos Verstappen   | NU                                   | 7                                    | 14                                   | NU                                   | NU                                   | NU                                   | NU                                   | 5                                    | NU                                   | NU                                   | NU                                   | 13                                   | 15                                   | 4                                    | NU                                   | NU                                   | 10                                   | 7    | 7    |